# Rovišće
Rovišće est un village et une municipalité située dans le comitat de Bjelovar-Bilogora, en Croatie. Au recensement de 2001, la municipalité comptait 5 262 habitants, dont 96,58 % de Croates et le village seul comptait 1 272 habitants.

## Localités
La municipalité de Rovišće compte 12 localités :
- Domankuš
- Draganić
- Kakinac
- Klokočevac
- Kraljevac
- Lipovčani
- Podgorci
- Predavac
- Prekobrdo
- Rovišće
- Tuk
- Žabjak